# Medicine (rivista di LWW)
Medicine è una rivista medica ad accesso aperto, sottoposta a revisione paritaria e pubblicata dalla Lippincott Williams & Wilkins, un marchio della Wolters Kluwer. È stata fondata nel 1922.
Tra le riviste mediche generali ancora in pubblicazione dal 1959, Medicine ha avuto il maggior numero di citazioni per articolo tra il 1959 e il 2009. La rivista tratta tutti gli aspetti della medicina clinica e pubblica articoli inerenti più di 43 specialità tematiche.
Medicine è ora una pubblicazione di tipo mega journal completamente ad accesso aperto, che pubblica ricerche originali in un ampio spettro di discipline e relative specialità medico-scientifiche.

## Indicizzazione
Gli abstract e gli articoli sono indicizzati da:
- Index Medicus/MEDLINE/PubMed
- Science Citation Index
- Current Contents/Clinical Medicine
- Current Contents/Life Sciences
- BIOSIS Previews

Al 2025 l'indice H è pari a 125.